# 게르트 체베
게르트 체베(독일어: Gerd Zewe, 1950년 6월 13일, 자를란트 주 슈텐바일러 ~)는 독일의 전직 축구 선수이자 감독이다.

## 클럽 경력
체베는 슈텐바일러에서 축구를 시작해 아마추어 구단인 노인키르헨으로 이적했다. 뒤셀도르프의 미드필더로 프로 무대에서 유일한 구단에서 활약했는데, 말년에는 최후방 수비수로도 활약하며 440번의 분데스리가 경기에 출전했고(42골 득점), 이는 현재 구단의 분데스리가 최고 기록이다. 체베는 뒤셀도르프 선수단 일원으로 1978년부터 1980년까지 DFB-포칼 결승전에 진출해 1979년과 1980년에 우승을 거두었다. 1979년에는 뒤셀도르프에서 유러피언 컵위너스컵 준우승도 거두었는데, 바젤의 장크트 야코프 파르크에서 열린 이 경기에서 연장전 끝에 바르셀로나에 패했다. 1987년, 그는 15년 동안 동행한 뒤셀도르프를 떠나 뷔르츠부르크로 이적해 아마추어 구단에서 말년을 보내고 은퇴했다.

## 국가대표팀 경력
체베는 서독 국가대표팀 경기에 4번 출전하는데 그쳤고, 1978년 월드컵에 쾰른의 하랄트 코노프카와 함께 서독 국가대표팀 경기에 출전한 기록 없이 승선했었다. 대회 몇 달 후, 그는 4-3으로 이긴 체코슬로바키아와의 경기에 출전해 처음으로 국가대항전 경기에 출전했다. 4개월 후, 그는 몰타에서 열린 몰타 국가대표팀과의 유로 1980 예선전 경기에 선발로 출전했는데, 결과는 0-0 무승부였다.

## 감독 경력
감독 시절, 체베는 1990년대에 묀헨글라트바흐 2군을 지도했고, 하부 리그의 우니온 졸링엔과 그라벤브로이히도 지도했다.

## 사생활
체베는 두 아들 니키와 토미의 아버지이다.